# Unión Radio (EAJ-7)
Unión Radio va ser una emissora de ràdio comercial inaugurada a Madrid per Alfons XIII el 17 de juny de 1925 amb implicacions a la radiodifusió a Catalunya. Aquesta emissora havia estat fundada anteriorment com empresa el novembre de 1924 per Ricardo Urgoiti, amb la participació d'empreses elèctriques punteres espanyoles. Entre 1925 i 1930 va ser la primera a crear una cadena d'emissores comercials a Espanya.

## Els inicis
El general Miguel Primo de Rivera va iniciar la legislació a Espanya per regular i controlar, com es feia en els estats propers, el sector de les telecomunicacions sense fils (TSF, en castellà TSH). L'emissora Unión Radio de Madrid, EAJ-7 (inicialment era EAJ-20), va començar les seves emissions, sense tenir la llicència governativa fins al 17 de juny de 1925. L'interès en la radiodifusió es va expandir molt ràpidament per l'interès en les comunicacions en els àmbits socials, comercials, polítics i militars.
A Barcelona, a novembre de l'any 1923 en Josep Maria Guillèn Garcia i Eduard Solà, afeccionats a la ràdio, varen crear la revista Radiosola mentre els radioafeccionats amb coneixements tècnics es construïen emissores i receptors. Les associacions d'afeccionats a la ràdio, els fabricants i comerciants del sector i el públic en general ja tenien com a objectiu impulsar la radiodifusió.
El govern de l'estat, a proposta de la Junta Tècnica Inspectora va aprovar, l'1/04/1926, una Real Ordre que va permetre canviar l'Art. 29 del Reglament de la Reial Ordre de 14 de juny de 1924, fent possible la transferència de la concessió de llicències. Com a conseqüència, el 10 de novembre de 1926 se signà el conveni per unir Ràdio Barcelona i Unión Radio.
La nova reglamentació va permetre a Unión Radio, amb capital suficient, fer-se amb la majoria de les estacions, arribant a establir un quasimonopoli en l'espai radioelèctric espanyol: Ràdio Madrid, Ràdio Barcelona (14 de març de 1929), Ràdio Catalana (7 de juny de 1929) Ràdio Sant Sebastià i Ràdio Sevilla entre d'altres. El promotor de les compres i fusions d'emissores en diferents ciutats espanyoles va ser el mateix Ricardo Urgoiti Somovilla. En l'adquisició de Ràdio Catalana, el que fins aleshores n'era propietari, Hugo Heusch, va integrar-se en el consell d'administració d'Unión Radio.
L'empresa Unión Radio estava sostinguda per indústries nord-americanes com AT & T i alemanyes com AEG o Telefunken. A més, va ser molt gran la seva vinculació amb les empreses periodístiques de Nicolás Maria de Urgoiti, pare del president d'Unión Radio, i també fundador del diari espanyol El Sol. De fet un dels primers informatius radiofònics a Espanya va ser La Palabra (07-10-1930) a Unión Radio Madrid i a Unión Radio Barcelona, que emetia tres edicions diàries de 20 minuts amb informacions d'agència.
Aquest grup radiofònic tenia el març de 1926 gairebé 12.000 associats finançant l'empresa així com la publicitat i la Revista Ondas, que (amb el preu de 50 cèntims de pesseta) s'editava els dissabtes fins al començament de la Guerra Civil Espanyola període en què va deixar de fer-ho.

## Etapa 1936-1939
Des de la sublevació de l'exèrcit el juliol de 1936, totes les emissores de ràdio varen participar en el conflicte i habitualment canviant, molts cops violentament, d'equip de locutors i programes. La informació per ràdio era de gran importància per la població i els combatents. El President Companys, el President Macià, el general Batet del bàndol sublevat i altres varen fer emissions en altres emissores donant protagonisme a aquest canal d'informació.
A març de 1939 Ràdio Barcelona, adquirida per Unión Radio l'any 1929, se li canvia el nom a Radio España de Barcelona i ja emet el primer programa del bàndol sublevat i triomfant.

## Fins al segle XXI
Després de la Guerra Civil, Unión Radio va desaparèixer en passar a anomenar-se Societat Espanyola de Radiodifusió, més coneguda com a Cadena SER, fins a l'any 1994 en el qual el nom Unión Radio va ser utilitzat novament.
El Grup PRISA i el Grup Godó van acordar agrupar les seves participacions en la Societat Espanyola de Radiodifusió (SER), Antena 3 Radio i Grup Llatí de Ràdio per crear la major empresa de ràdio a l'àrea de parla espanyola creant una companyia amb l'antic nom Unión Radio que seria constituïda per TISA (La Vanguardia i accionista d'Antena 3) i PRISA amb participació majoritària (El País), va propiciar una denúncia per pràctica monopolística al Servei de Defensa de la Competència.